# Anaceratagallia venosa
Anaceratagallia venosa är en insektsart som beskrevs av Antoine François, comte de Fourcroy 1785. Anaceratagallia venosa ingår i släktet Anaceratagallia och familjen dvärgstritar. Arten är reproducerande i Sverige. Inga underarter finns listade i Catalogue of Life.